# دنی گرین (بازیکن فوتبال، زاده ۱۹۹۰)
دنی گرین (انگلیسی: Danny Green؛ زادهٔ ۴ اوت ۱۹۹۰) بازیکن فوتبال اهل بریتانیا است.
از باشگاه‌هایی که در آن بازی کرده‌است می‌توان به باشگاه فوتبال مارگیت، باشگاه فوتبال دوور اتلتیک، باشگاه فوتبال میدنهد یونایتد، باشگاه فوتبال بورم‌وود، باشگاه فوتبال سادبوری، باشگاه فوتبال تاروک، باشگاه فوتبال هارلو تاون، باشگاه فوتبال براینتری تاون، باشگاه فوتبال چلمزفورد سیتی، باشگاه فوتبال بیشاپس استورتفورد، باشگاه فوتبال داگنم و ردبریج، باشگاه فوتبال چزنت، باشگاه فوتبال بیلریکای، و باشگاه فوتبال سنت آلبنز سیتی اشاره کرد.